# Deux Femmes (film, 2014)
Pour les articles homonymes, voir Deux femmes.
Pour plus de détails, voir Fiche technique et Distribution.
Deux Femmes (Две женщины, Dve jenshchiny) est un film russe réalisé par Vera Glagoleva, sorti en 2014.
Il est basé sur la pièce de théâtre Un mois à la campagne d'Ivan Tourgueniev.

## Fiche technique
- Titre original : Две женщины, Dve jenshchiny
- Titre français : Deux Femmes
- Réalisation : Vera Glagoleva
- Scénario : Svetlana Groudovitch et Olga Pogodina-Kouzmina
- Costumes : Yelena Loukianova
- Photographie : Gints Berzins
- Montage : Alexandre Amirov
- Musique : Sergueï Banevitch et Alexandre Dubuque
- Pays d'origine : Russie
- Format : Couleurs - 35 mm
- Genre : drame
- Durée : 103 minutes
- Date de sortie : 2014

## Distribution
- Anna Vartanian (ru) : Natalia Petrovna Islaeva
- Ralph Fiennes : Mikhaïl Rakitine
- Alexandre Balouïev : Alexeï Islaev
- Sylvie Testud : Elisavetta Bogdanovna
- Anna Levanova : Verotchka
- Nikita Volkov : Alexeï Beliaïev
- Larissa Malevannaïa : Anna Semenovna
- Bernd Moss : Schaaf
- Sergueï Youchkevitch : Ignaty Schpigelski
- Vassili Michtchenko : Bolchentsov
- Anna Nakhapetova : Katia